# Evgheni Seredin
Evgheni Seredin (n. 10 februarie 1958, Voljski, RSFS Rusă, URSS – d. 5 aprilie 2006, Sankt Petersburg, Rusia) a fost un înotător ce a reprezentat Uniunea Republicilor Sovietice Socialiste, medaliat olimpic. A participat la 2 ediții ale Jocurilor Olimpice (1976, 1980) în care a câștigat o medalie de argint.